# 紅土

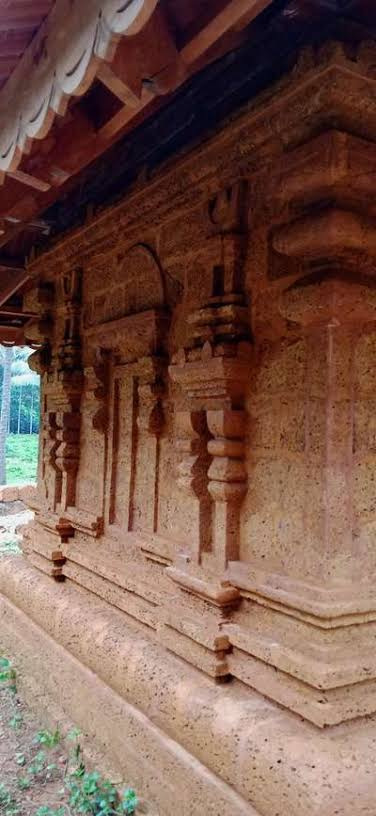
喀拉拉邦的傳統紅土寺廟

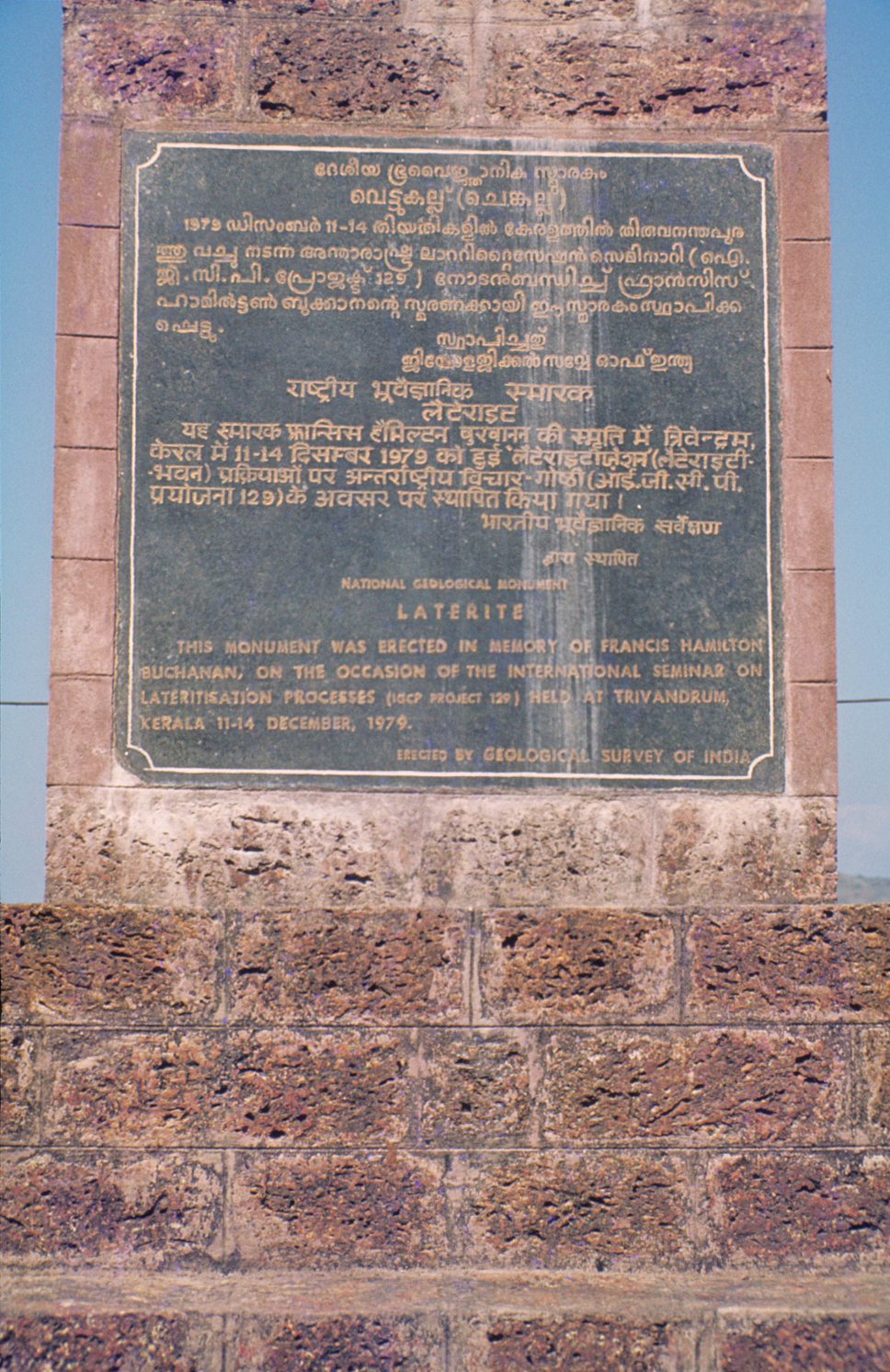
印度喀拉拉邦安加迪普拉姆的紅土磚紀念碑，紀念布坎南-漢密爾頓於 1807 年首次描述和討論紅土的地方

紅土(英語：Laterite)，又稱為紅壤土、磚紅壤，指富含氧化鐵、氧化鋁的土壤，通常被認為是在炎熱潮濕的熱帶地區形成的。由於氧化鐵含量高，幾乎所有紅土都呈現銹紅色。 它們是由下面的母岩的強烈和長期的風化作用而形成的，通常是在高溫和強降雨以及乾濕交替的條件下。 形成的過程稱為紅土化(laterisation)。 熱帶風化是一個長期的化學風化過程，導致土壤的厚度、品位、化學性質和礦石礦物學發生各種各樣的變化。 大部分含有紅土的土地位於北迴歸線和南回归线之間。
紅土通常被稱為土壤類型以及岩石類型。 這以及紅土概念化模式的進一步變化（例如，也作為完整的風化剖面或風化理論），導致人們呼籲完全放棄該術語。 至少有一些專門從事表岩屑發育的研究人員認為，圍繞著這個名稱已經產生了無可救藥的混亂。 看起來與印度紅土高度相似的材料在世界各地大量存在。
歷史上，紅土被切成磚狀並用於建造紀念建築。 西元 1000 年後，吳哥窟和其他東南亞遺址的建築改為由紅土、磚和石頭製成的矩形寺廟圍牆。 自 1970 年代中期以來，一些瀝青路面、低通行量道路的試驗路段已使用紅土代替石材作為基層。 厚的紅土層是多孔的且具有微滲透性，因此這些層可以作為農村地區的含水層。 當地可用的紅土被用於酸性溶液中，然後在污水處理設施中進行沉澱以去除磷和重金屬。
紅土是鋁礦石的來源； 該礦石主要存在於黏土礦物和氫氧化物、三水鋁石、勃姆石和硬水铝石中，其成分類似鋁土礦。 在北愛爾蘭，紅土曾經是鐵礦石和鋁礦石的主要來源。 紅土礦石也是早期鎳的主要來源。

## 土壤特性

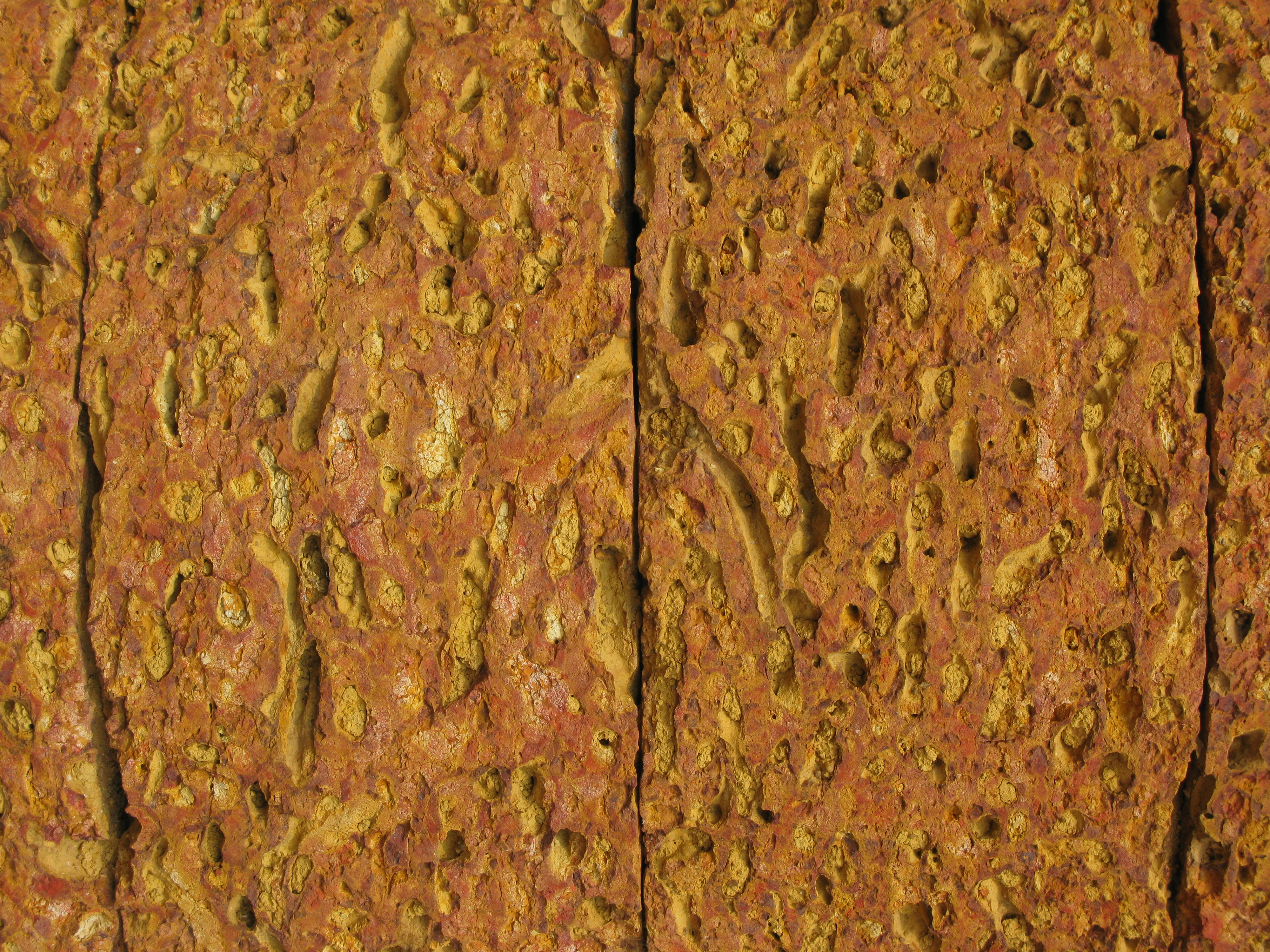
越南河內山西市社的紅土

红土土壤構造明顯，通氣、排水良好。土壤呈酸性，不適合種植作物，富含粘性及可塑性，生產力差，但可配合適當之肥料培育管理提高產量。目前大都種植茶葉、鳳梨、甘蔗等農作物。於中國有些區域民眾會用其製作鹹鴨蛋。

## 形成

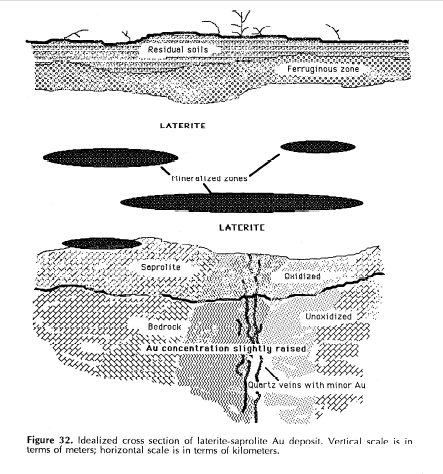
紅土通常位於殘留土壤下。

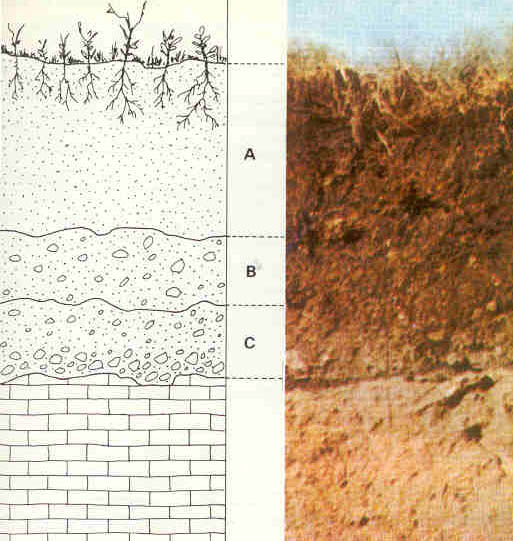
土層，從土壤到基岩：A代表土壤； B代表紅土，表岩屑； C代表腐泥土，一種較少風化的風化層； C 下面是基岩。

熱帶風化（紅土化）是一個漫長的化學風化過程，導致土壤的厚度、品位、化學性質和礦石礦物學發生變化。  風化的初始產物本質上是稱為腐泥土(Saprolite)的高嶺土岩石。  大約從第三紀中期到第四紀中期（距今35至150萬年），有一段活躍的紅土化時期。 統計分析表明，18O均值和方差水平在更新世中期是突然的發生了轉變。 看來這種突然的變化是全球性的，主要代表冰量的增加； 大約在同一時間，海面温度突然下降； 這兩個變化顯示全球突然變冷。 隨著地球突然變冷，紅土化的速度會降低。 熱帶氣候的風化作用一直持續到今天，但速度有所減緩。
紅土是由母沉積岩（砂岩、黏土、石灰岩）浸出而形成的； 變質岩（片岩、片麻岩、混合岩）； 火成岩（花崗岩、玄武岩、輝長岩、橄欖岩）； 和礦化原礦石；留下更多不溶性離子，主要是鐵和鋁。 浸出機制是在亞熱帶濕潤季風氣候的高溫條件下，酸溶解宿主礦物晶格，然後水解沉澱出鐵、鋁和矽的不溶性氧化物和硫酸鹽。

## 全球紅土區
法國圖盧茲國立理工學院和國家科學研究中心的 Yves Tardy 計算得出，紅土覆蓋了地球陸地面積的約三分之一:1。  紅土土壤是赤道森林的、潮濕熱帶地區疏林草原的、和薩赫勒大草原的底土:1。  它們覆蓋了北迴歸線和南迴歸線熱帶之間的大部分陸地面積； 這些緯度範圍內未涵蓋的區域包括南美洲最西部、非洲西南部、非洲中北部沙漠地區、阿拉伯半島和澳洲內陸地區:2。
在巴西和澳洲複雜的前寒武紀地盾中，發現了一些經歷了紅土化的最古老、變形程度最高的超鎂鐵質岩石，這些岩石是石化土壤:3。  較小的高度變形的阿爾卑斯型侵入岩在瓜地馬拉、哥倫比亞形成了紅土剖面，中歐、印度和緬甸:3。 中生代島弧和大陸碰撞帶的大型衝斷片在新喀裡多尼亞、古巴、印尼和菲律賓經歷了紅土化:3。 紅土反映了過去的風化條件；當今非熱帶地區發現的紅土是以前地質時期的產物，當時該地區位於赤道附近。 現今潮濕熱帶地區以外出現的紅土被認為是氣候變遷、大陸漂移或兩者兼而有之的指標。 在印度，紅土土壤面積達 24 萬平方公里。

## 應用

### 農業
紅土土的黏土含量高，這意味著它們比砂土具有更高的陽離子交換容量(Cation-exchange capacity, CEC)、低滲透性、高塑性和高持水能力。 這是因為顆粒太小，水被困在它們之間。 雨後，水慢慢地滲入土壤。 由於密集淋濾，紅土土壤與其他土壤相比缺乏肥力，但它們很容易對施肥和灌溉做出反應。 棕櫚樹不太可能遭受乾旱，因為雨水被保留在土壤中。 然而，如果紅土土壤的結構退化，表面會形成硬殼，阻礙水的滲透和幼苗的出苗，並導致徑流增加。 使用稱為“退化土地生物復墾”('bio-reclamation of degraded lands')的系統可以恢復此類土壤。 這包括使用當地的集水方法（例如種植坑和溝渠），利用動植物殘渣，以及種植高價值的果樹和耐乾旱的當地蔬菜作物。 這些土壤最適合種植作物。 它們適合油棕、茶葉、咖啡和腰果種植。 國際半乾旱熱帶作物研究所 (ICRISAT) 採用此系統來恢復尼日爾退化的紅土土壤並增加小農的收入。 在一些地方，這些土壤支持牧場和灌木林。

### 建築模組

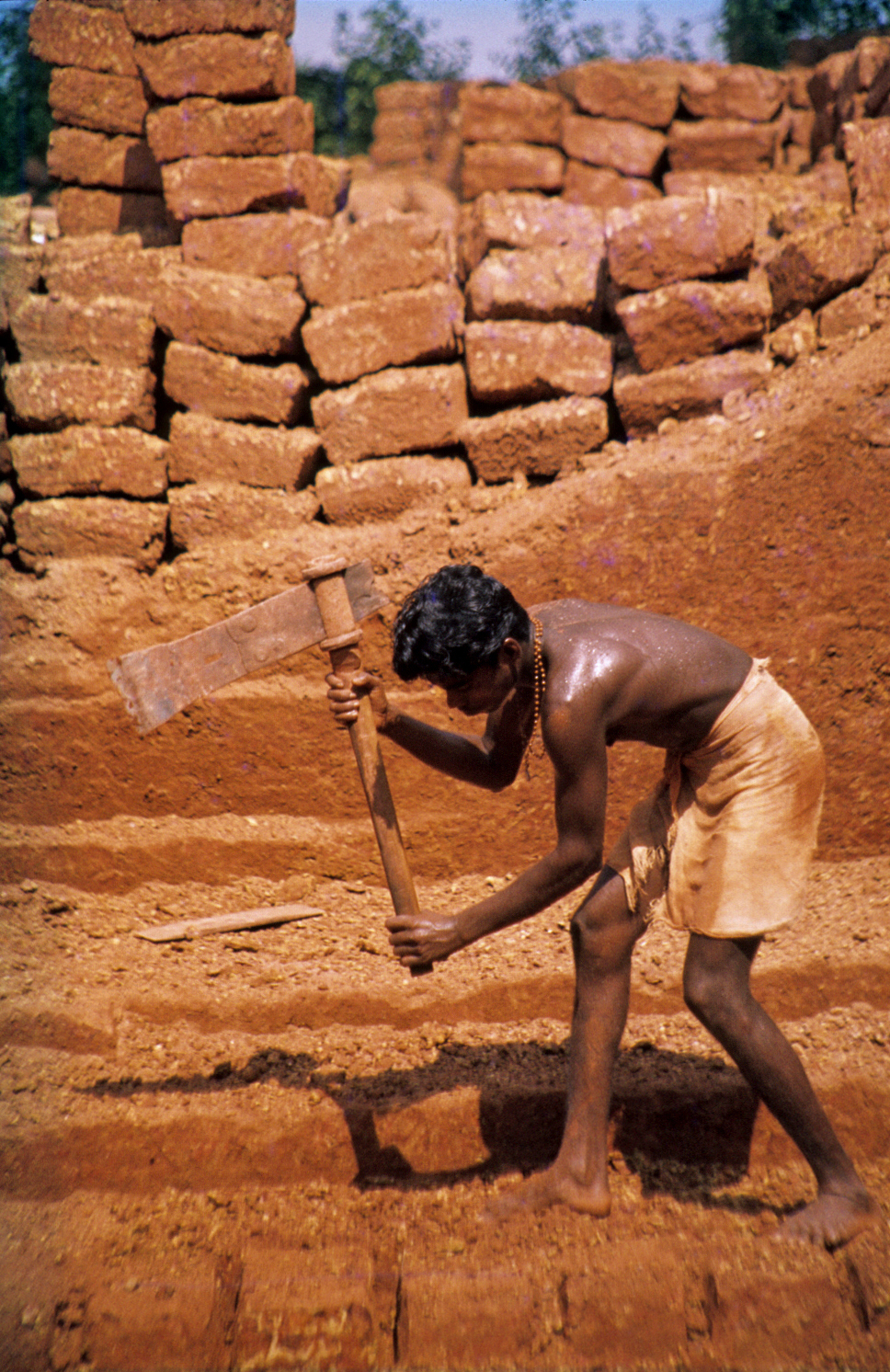
印度安加迪普拉姆，一名男子正在將紅土切割成磚石。

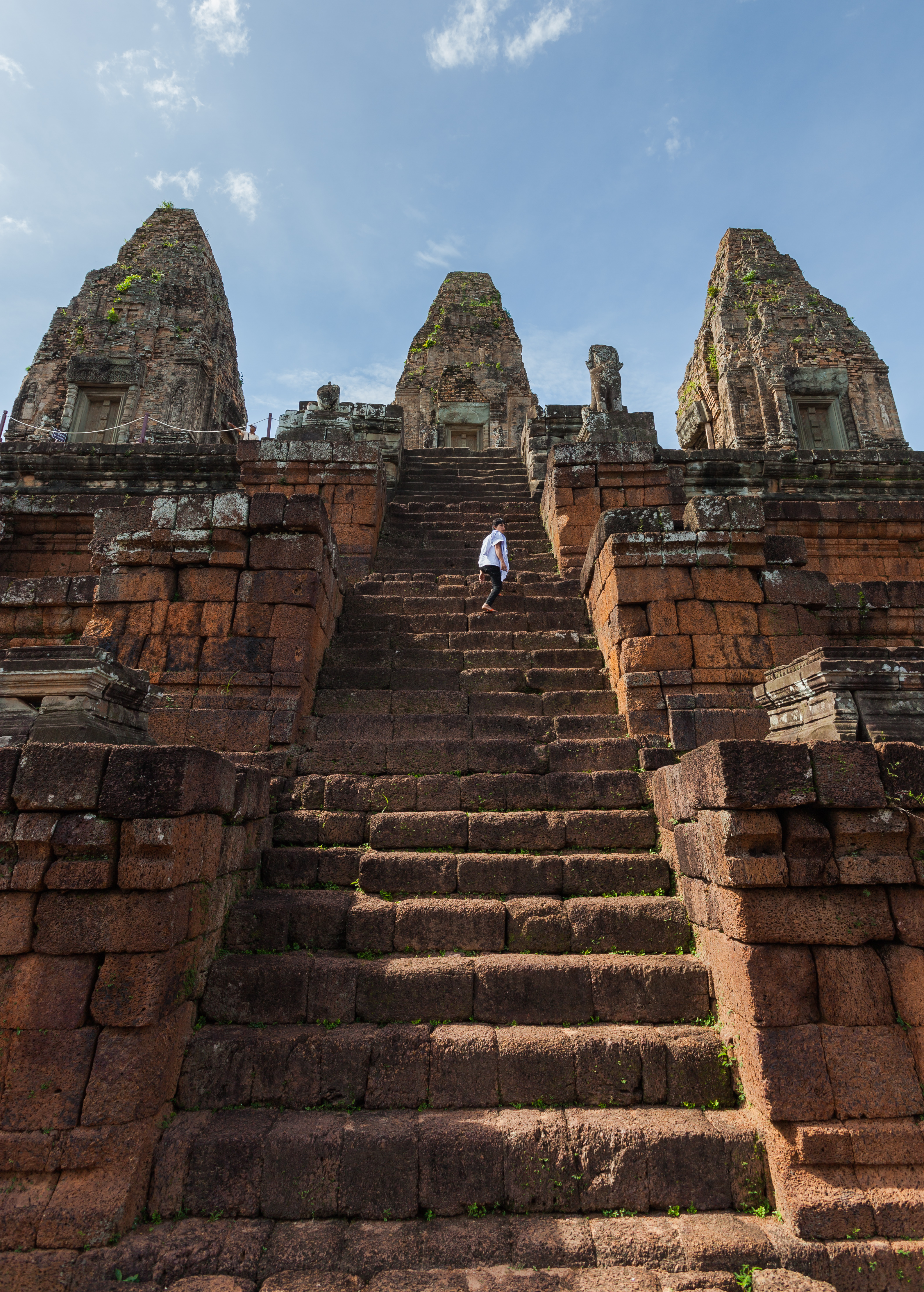
柬埔寨吳哥窟 Pre Rup 的紅土建築範例。

當潮濕時，紅土可以很容易地用鏟子切成常規大小的塊:1。 紅土是在地下水位以下開采的，因此它又濕又軟。 暴露在空氣中後，隨著扁平黏土顆粒之間的水分蒸發，較大的鐵鹽鎖定在剛性晶格結構中:158 ，它逐漸硬化，變得能抵抗大氣條件:1。  將紅土材料開採成磚石的方法被懷疑是從印度次大陸引入的。當它們暴露在空氣中時，它們會像鐵一樣硬化。

### 礦石

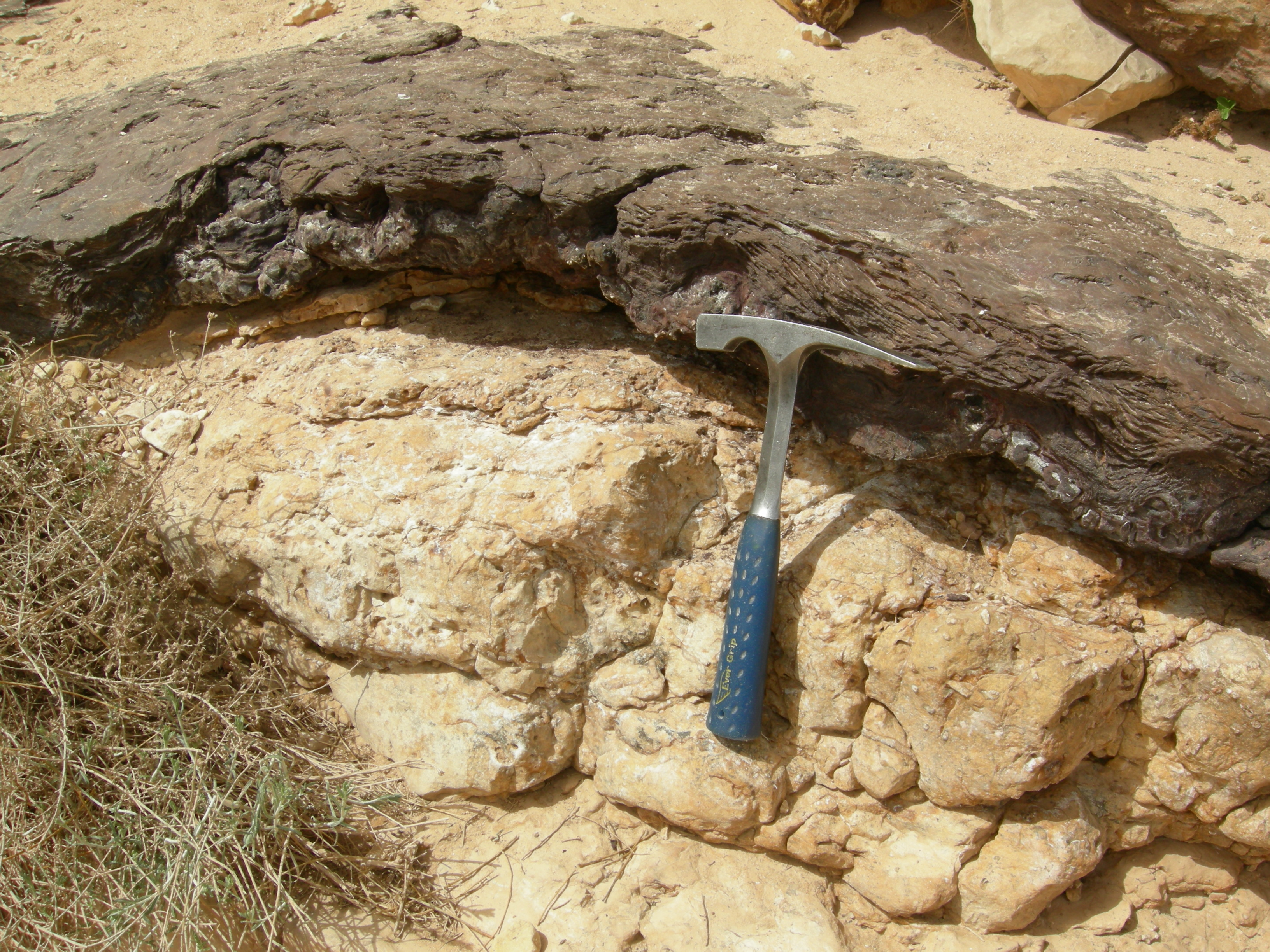
以色列南部 Hamakhtesh Hagadol 的白堊紀富鐵紅土（深色單位）。

礦石集中於含金屬紅土礦； 鋁存在於鋁土礦中，鐵和錳存在於富含鐵的硬殼中，鎳和銅存在於崩解的岩石中，金存在於斑駁的粘土中:2。

#### 鎳
紅土礦石是早期鎳的主要來源:1。 新喀裡多尼亞豐富的紅土礦床從 19 世紀末開始開採，用於生產白色金屬:1。  20 世紀初加拿大安大略省薩德伯里發現硫化物礦床，將焦點轉向硫化物用於鎳提取:1。  地球上約70% 的陸基鎳資源蘊藏於紅土中； 目前約佔世界鎳產量的 40%:1。  1950 年紅土礦產鎳還不到總產量的 10%，2003 年佔 42%，到 2012 年紅土礦產鎳所佔份額鎳預計為51%:1。  全球紅土鎳礦資源量最大的四個主要地區是新喀裡多尼亞，佔21%； 澳大利亞，佔20%； 菲律賓，佔17%； 和印度尼西亞，佔 12%:4。

## 相關聯結
- 土壤
- 黑土
- 黃土